# Mutscheid
Mutscheid ist ein Ortsteil von Bad Münstereifel in Nordrhein-Westfalen. Das Eifeldorf liegt etwa zehn Kilometer südöstlich des Hauptortes und ist von der Landesstraße 165 aus erreichbar. Mutscheid war bis zur Eingemeindung 1969 Hauptort der gleichnamigen Gemeinde und ist immer noch der Kirchort der katholischen Pfarrgemeinde St. Helena. Die gesamte ehemalige Gemeinde Mutscheid gehört zum Naturpark Hohes Venn-Eifel.

## Die Mutscheid

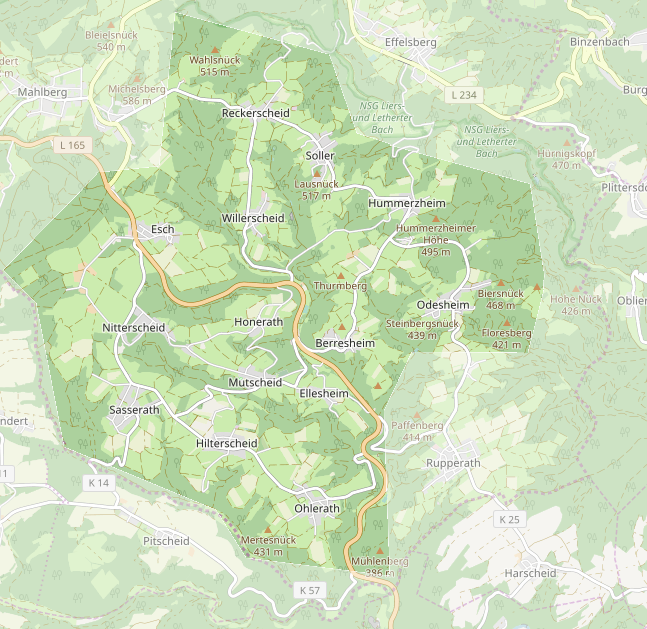
Ungefähre Ausdehnung der Mutscheid und Lage der 14 Dörfer

Zur ehemaligen Gemeinde und heutigen Pfarrgemeinde Mutscheid gehören 14 Dörfer sowie einige kleinere Wohnplätze. Sie bilden zusammen eine Dörfergemeinschaft, die als Die Mutscheid bekannt ist. Im Einzelnen gehören zur Mutscheid:
| Dorf             | Einwohner (1) | Höhe (m) |
| ---------------- | ------------- | -------- |
| Berresheim       | 91            | 396      |
| Ellesheim        | 102           | 367      |
| Esch (2)         | 229           | 469      |
| Hilterscheid     | 145           | 434      |
| Honerath         | 53            | 419      |
| Hummerzheim      | 132           | 455      |
| Mutscheid        | 94            | 421      |
| Nitterscheid     | 179           | 472      |
| Odesheim         | 168           | 438      |
| Ohlerath         | 171           | 405      |
| Reckerscheid (3) | 122           | 491      |
| Sasserath        | 220           | 451      |
| Soller           | 109           | 497      |
| Willerscheid     | 140           | 439      |

Zusätzlich gehören unter anderem noch folgende Wohnplätze zur Mutscheid:
- Buchholzbacher Mühle
- Ellesheimer Mühle
- Gut Hospelt
- Hardtbrücke

Die gesamte Mutscheid hat also insgesamt knapp 2000 Einwohner. (Stand: 31. Dezember 2022)

## Geografie

### Lage
Die Mutscheid liegt im nördlichen Teil der Eifel, im Ahrgebirge, etwa zehn Kilometer südöstlich vom Kernort Bad Münstereifel. Sie erstreckt sich über einen unregelmäßigen Bereich mit etwa fünf Kilometern Durchmesser auf beiden Seiten der L165.
Im Nordwesten reicht die Mutscheid bis etwa zur Wasserscheide zwischen Erft und Ahr. In diese Richtung ist der nächste Nachbarort Mahlberg. Im Norden reicht die Mutscheid an Effelsberg heran. Die östliche Begrenzung bildet die Grenze zu Rheinland-Pfalz. Auf der anderen Seite der Grenze liegen die Orte Plittersdorf und Obliers in der Ortsgemeinde Lind. Im Südosten schließt sich Rupperath mit Hünkhoven an. Im Süden und Südwesten bildet wieder Rheinland-Pfalz die Grenze, mit der Ortsgemeinde Schuld an der Ahr, und den Dörfern Pitscheid und Blindert in der Ortsgemeinde Hümmel als Nachbarorten. Im Westen, an der L 165 in Richtung Bad Münstereifel, ist der nächste Ort Schönau.
Die nächstgelegenen größeren Ortschaften sind Euskirchen, 20 km im Norden Rheinbach, 20 km im Nordosten und Adenau, 30 km im Süden.

### Naturräumliche Einordnung
Die Mutscheid liegt in der Eifel und ist damit Teil des Rheinischen Schiefergebirges. Im Detail gehört sie laut Handbuch der naturräumlichen Gliederung Deutschlands zum Naturraum nördliches Ahrbergland (Einheit 272.1) in der naturräumlichen Haupteinheit Ahreifel (272). Die übergeordnete Haupteinheitengruppe mit der Nummer 27 ist die Osteifel.

### Landschaft
Das Erscheinungsbild der Landschaft ist typisch für die Eifel, mit sanften Hügeln und kleinen Tälern. Sie fällt von einer Höhe von über 510 m ü. NHN an den Hängen des Michelsberges im Nordwesten ab auf unter 300 m im Südosten. Die höchste Erhebung mit 517 m ist die Lausnück in Soller. Bei der Vegetation wechseln sich zusammenhängende Baumbestände mit offenem Wiesenland ab. Ackerbau ist nur noch selten anzutreffen.

### Gewässer

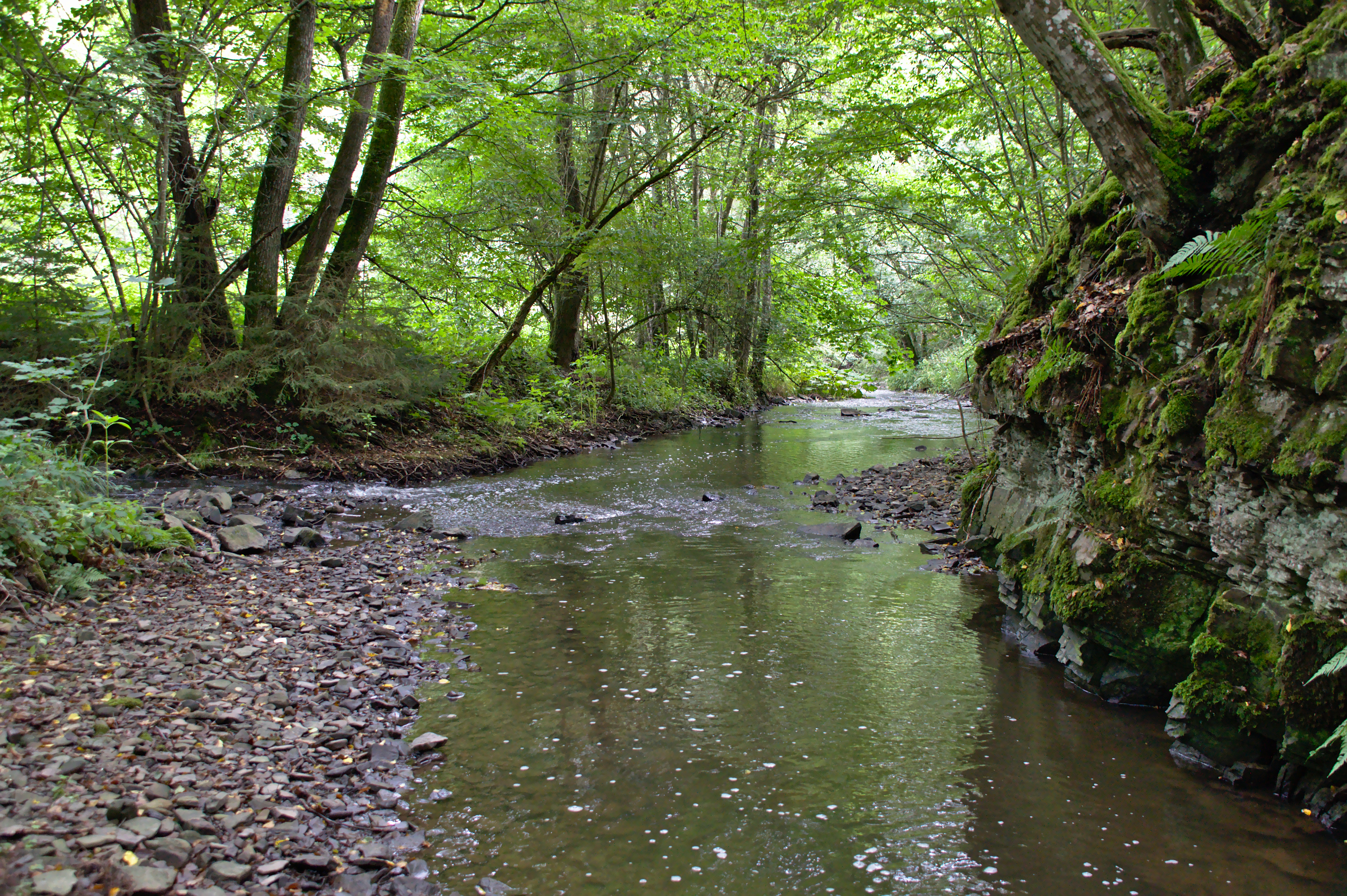
Mündung des Buchholzbachs von links in den Armuthsbach

Durch die Mutscheid ziehen sich einige kleinere Bäche. Erwähnenswert ist der Buchholzbach, der durch den Zusammenfluss von Lamersbach, Escher Bach und Brobach kurz vor Hardtbrücke entsteht. Er setzt das Tal des Lamersbach, der auf der Escher Heide entspringt, fort, das eine zentrale Trennlinie durch die gesamte Mutscheid bildet. In diesem Tal verläuft auch die L 165 von der Wasserscheide bis Schuld. Der Buchholzbach trifft kurz vor Schuld auf den Armuthsbach, der dann in Schuld in die Ahr mündet. Die westliche und südliche Grenze der Mutscheid bildet der Blinderter Bach, später Brömmersbach, der ebenfalls in den Armuthsbach mündet. An der nördlichen Grenze der Mutscheid fließt der Liersbach, der schließlich bei Liers ebenfalls in die Ahr mündet. Letztendlich fließen alle Gewässer der Mutscheid über den Liersbach, den Buchholzbach oder den Brömmersbach zur Ahr und damit über den Rhein zur Nordsee hin ab.

## Geschichte

### Allgemeine Geschichte
Die erste urkundliche Erwähnung einer Besiedlung im Bereich der Mutscheid stammt aus dem Jahr 854 und bezieht sich auf Gut Hospelt. Dieses ist damit, nach der Stadt selbst, der älteste urkundlich erwähnte Wohnplatz im Stadtgebiet von Bad Münstereifel. Der Ort Mutscheid selbst wurde erstmals 893 im Prümer Urbar zusammen mit Gut Hospelt als Besitz der Abtei Prüm erwähnt.
Im Zuge der Are-Hochstadenschen Schenkung fiel das Gebiet 1246 an Kurköln, wo es bis 1794 zusammen mit Rupperath einen Dingstuhl (Gerichtsbezirk) im kurkölnischen Amt Hardt bildete.
Nach der französischen Annexion der linksrheinischen Gebiete gehörte die Mutscheid ab 1794 zur Mairie Münstereifel im Kanton Rheinbach. Dieses war Teil des Arrondissement de Bonn im Département de Rhin-et-Moselle.
Durch Beschluss des Wiener Kongresses fielen große linksrheinische Gebiete 1815 an Preußen und bildeten zunächst die Provinz Großherzogtum Niederrhein und ab 1822 die Rheinprovinz. Die Mutscheid gehörte zu diesen Gebieten und bildete innerhalb der Provinzen wieder eine eigene Gemeinde. Sie gehörte zum Kreis Rheinbach im Regierungsbezirk Köln. An diesen Zugehörigkeiten änderte sich auch durch die Deutsche Reichsgründung 1871 nichts. Der Kreis Rheinbach wurde 1932 aufgelöst und die Mutscheid wurde zusammen mit Münstereifel dem Kreis Euskirchen zugeordnet.
Am 1. Juli 1969 wurde die Mutscheid durch das Gesetz zur Neugliederung des Landkreises Euskirchen im Zuge der Gebietsreform in Nordrhein-Westfalen nach Bad Münstereifel eingemeindet und verlor so ihre kommunale Eigenständigkeit.

### Geschichte der Schulen der Mutscheid

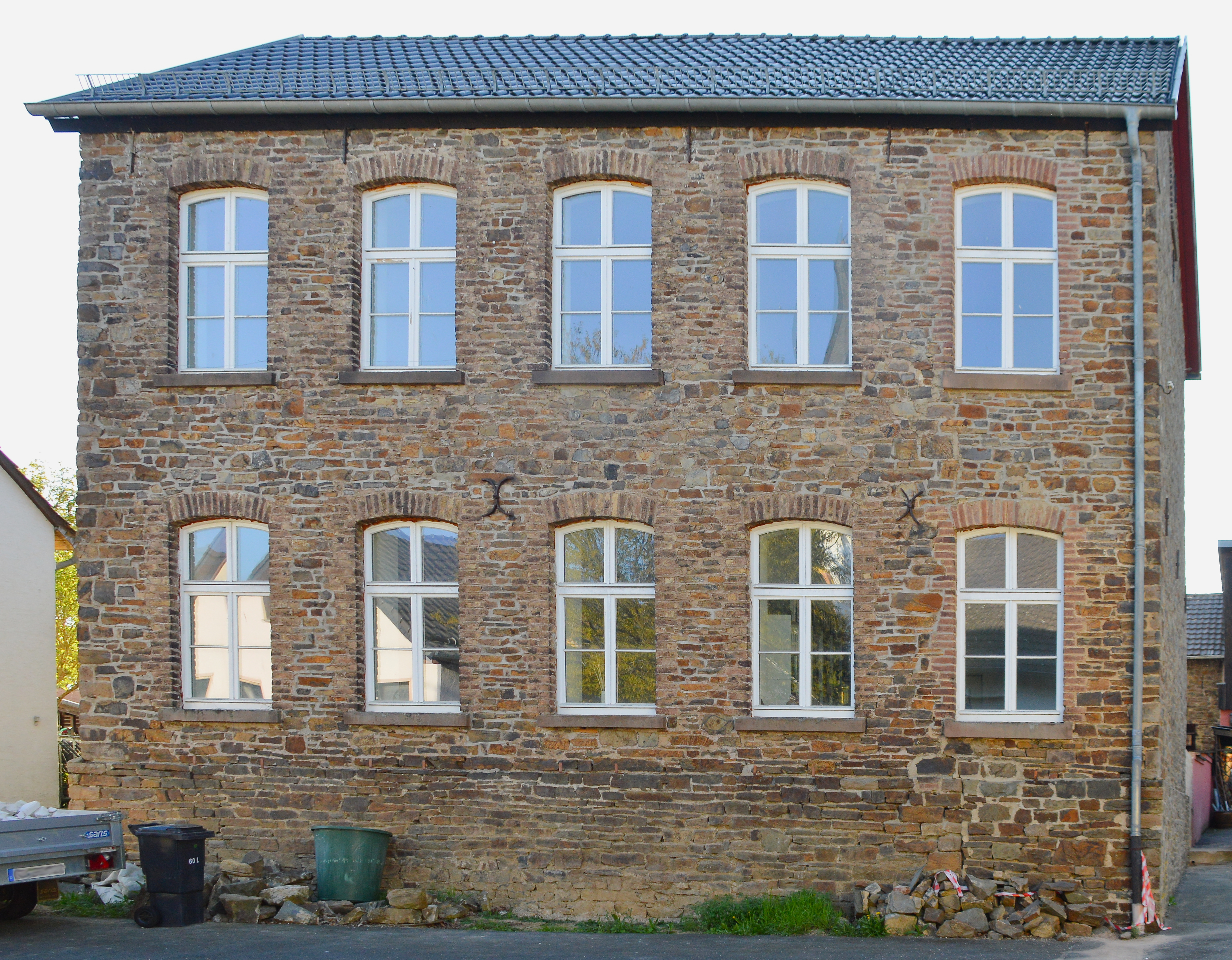
Altes Schulgebäude in Mutscheid

Ursprünglich war die einzige Volksschule der Gemeinde in einem Bruchsteingebäude untergebracht, das heute noch in Mutscheid steht. Um 1830 wurde in Reckerscheid eine weitere Schule errichtet. Diese fiel aber 1865 dem großen Brand in Reckerscheid zum Opfer. Die Gemeinde kaufte ein Maschinengebäude der Grube Glückstal in Willerscheid und richtete dort eine zweite Schule ein. Eine dritte Schule folgte dann zuerst in Gut Hospelt, ab 1884 in Hummerzheim. Im Jahr 1902 zog die Willerscheider Schule in einen Neubau um. Die Schule in Hummerzheim wurde 1961 erweitert. 1965 wurde die vierte Schule „Am Hagelkreuz“ in Nitterscheid eröffnet. Nun wurden aber nicht mehr alle Jahrgänge in allen Schulstandorten unterrichtet und ab dem 1. Dezember 1966 wurde in Willerscheid ein zentrales neuntes Schuljahr für die gesamte Mutscheid eingerichtet. Im Jahr 1968 wurden alle Volksschulen aufgelöst. Die Nitterscheider Schule wurde zu einer neuen Grundschule während in Mutscheid eine Hauptschule eingerichtet wurde. Diese Hauptschule konnte zu Beginn des 21. Jahrhunderts wegen zurückgehender Schülerzahlen nicht mehr aufrechterhalten werden. Kurz nach ihrer Schließung zog die Grundschule von Nitterscheid in deren alte Gebäude in Mutscheid um.

## Bergbau
Urkundlich wird Bergbau in der Mutscheid zum ersten Mal erwähnt, als bei der Verpfändung des Gebiets durch den Kölner Kurfürsten und Erzbischof Hermann von Wied an Dietrich von Orsbeck und dessen Ehefrau Irmgard von Diepenbroich 1539 ein im Entstehen begriffenes Bergwerk ausdrücklich ausgeschlossen wird. In Urkunden aus der Zeit um 1600 wird ein Heid Stoll erwähnt. Die Namensgebung, die auf den Begriff Heidenstollen zurückgeht, lässt darauf schließen, dass dieser Stollen aus einer deutlich früheren Zeit stammte. Belegen lässt sich Bergbau in der Mutscheid aber weder für die Römerzeit, noch für das Mittelalter. In den folgenden Jahrhunderten gab es dann an verschiedenen Stellen der Mutscheid immer wieder bergbauliche Tätigkeiten.
Während oberirdische Bauwerke der letzten Arbeitsperiode noch vorhanden und ältere Überreste noch erahnbar sind, sind die unterirdischen Grubenbaue der Bergwerke heute nicht mehr zugänglich. 

### Grube Glücksthal
Es handelte sich um ein Bleibergwerk in der Nähe von Willerscheid. Der Name Glücksthal ergab sich erst Anfang des 19. Jahrhunderts, als ein gewisser Johann Christian Schmitz unter diesem Namen eine Bergbaukonzession für große Teile der Mutscheid und angrenzende Gebiete erwarb. Die Grube Glücksthal zeigt die frühesten bergbaulichen Aktivitäten in der Mutscheid. Der oben genannte Heid Stoll befindet sich hier, so dass auch mit dem 1539 erwähnten Bergwerk dieses hier gemeint sein muss. Die Aktivitäten gingen mit Unterbrechungen und unter wechselnden Bedingungen bis etwa 1625. Im 18. Jahrhundert wurde das Bergwerk etwa von 1739 bis 1761 betrieben. 1803 erwarb Johann Christian Schmitz die Konzession Glücksthal und betrieb das Bergwerk bis zu seinem Tode 1840. Die Konzession wurde 1843 von der Metallurgischen Gesellschaft zu Stolberg/Rhld übernommen, die das Bergwerk bis 1849 betrieb und dann stilllegte. 1864 wurde die Konzession an den Rentner Franz Erasmus aus Aachen veräußert, der bis 1869 Tätigkeiten in kleinem Umfang durchführte. 1897 kam die Grube in den Besitz der Gewerkschaft Libussa, die noch im selben Jahr den Betrieb wieder aufnahm. Die Anlage wurde dabei stark erweitert, aber schon 1903 wurde der Förderbetrieb wieder eingestellt. Bis spätestens 1911 fanden noch Erhaltungs- und Versuchsarbeiten statt, bevor der Betrieb endgültig eingestellt wurde. Vom Bergwerk Kappertshardt aus wurde 1939 eine Verbindungsstrecke nach Glücksthal aufgefahren und auch in diesem Bereich wurde Erz abgebaut.

### Grube Klappertshardt
Die Grube Klappertshardt (manchmal auch als Betriebspunkt Klappertshardt der Grube Glücksthal bezeichnet) war ein Bergwerk in der Nähe von Hummerzheim. Auch hier wurde vorrangig Blei, aber auch Zink gefördert. Der Name geht auf die Flurbezeichnung Auf Klöppershardt zurück. Die erste schriftliche Erwähnung dieses Bergwerks findet sich in einem Tagebucheintrag von 1622. Bis mindestens 1751 fand Bergbautätigkeit unter wechselnden Bedingungen statt. In der Zeit von Johann Christian Schmitz (1804–1840) ist keine Aktivität belegt. Im weiteren Verlauf des 19. Jahrhunderts kommt es zu kürzeren Aktivitäten, letztens 1903 mit einigen Versuchsarbeiten. Im Jahr 1920 erwarb die Stolberger Zink AG das Konzessionsfeld Glücksthal und eröffnete zu Beginn der 1930er Jahre auch wieder die Grube Klappertshardt. Es entwickelten sich umfangreiche Aktivitäten bis am 31. Oktober 1941 mit Klappertshardt das letzte Bergwerk der Mutscheid endgültig geschlossen wurde.

## Religion

### Katholische Pfarrgemeinde Mutscheid

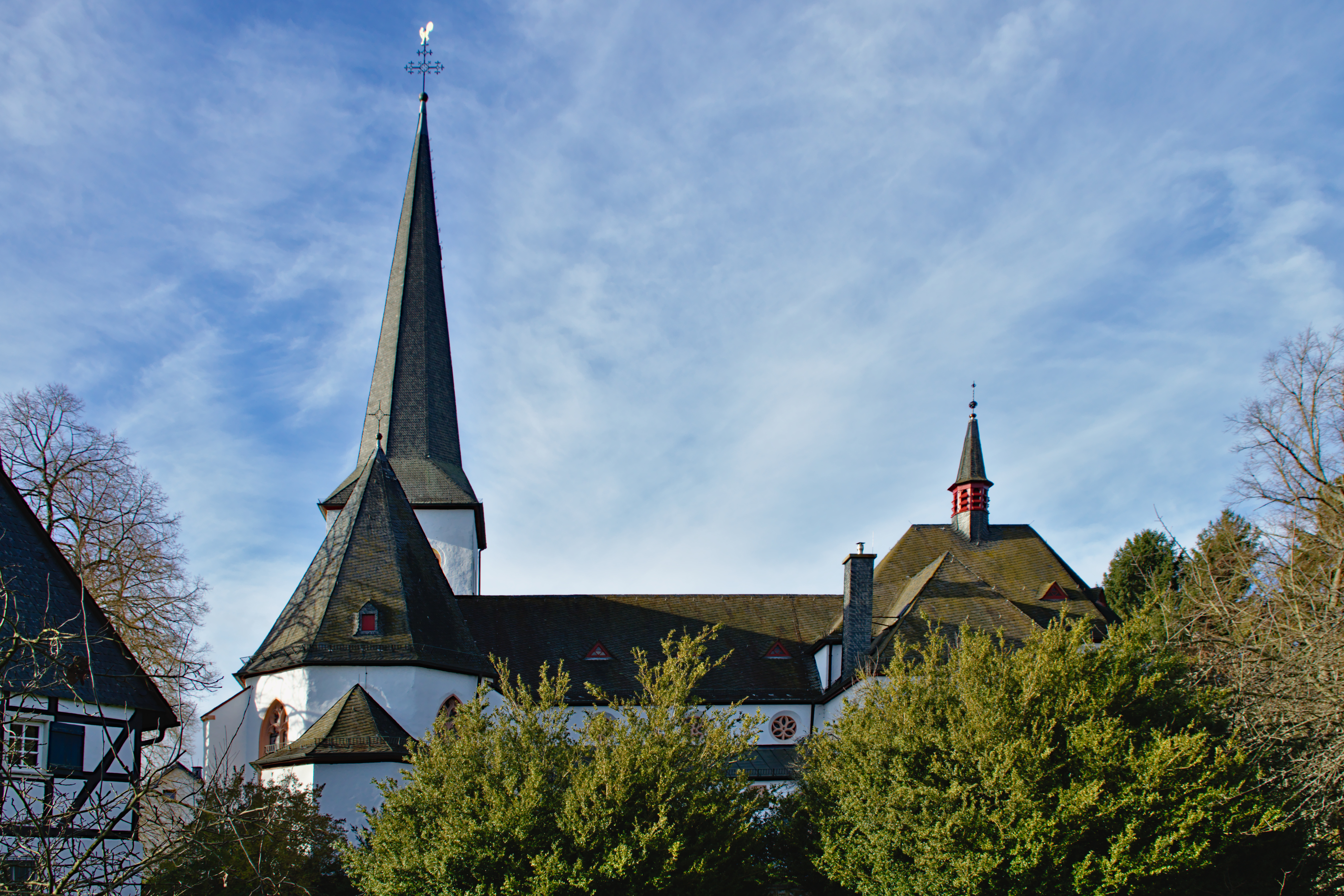
Die Pfarrkirche St. Helena von Osten

Schon im 9. Jahrhundert gehörte zum Hofverband des Guts Hospelt ein „Presbyter“, vergleichbar mit einem heutigen Pfarrer, und somit vermutlich auch ein Gotteshaus.
Um 1173 stand schon eine Kirche in Mutscheid, die in den Statuten des Ahrdekanats zu dessen Sendkirchen gehörte. Kirchlich gehörte die Mutscheid also schon damals, vor der Hochstadenschen Schenkung 1246, als Teil des Ahrdekanats zum Erzbistum Köln, was sich bis zum heutigen Tag nicht geändert hat. Auch der Zuschnitt der Pfarrei dürfte sich in den kommenden Jahrhunderten kaum geändert haben, bis in der Neuzeit begonnen wurde, Pfarreien wegen Priestermangels zusammenzulegen. Dadurch verlor auch die Pfarrgemeinde Mutscheid ihre jahrhundertelange Eigenständigkeit. Am 1. Januar 2008 wurde aus sieben Pfarreien der Seelsorgebereich Bad Münstereifel gebildet, dessen drittgrößte Pfarrei die Mutscheid mit 1284 Katholiken ist (Stand 2018).

### Pfarrkirche St. Helena
Die Pfarrkirche in Mutscheid ist der heiligen Helena geweiht. Sie besteht aus drei zusammenhängenden Baukörpern, die zu verschiedenen Zeiten entstanden. Von der 1173 erwähnten Kirche steht heute noch der romanische Turm. An ihn schließt sich in Richtung Osten die alte, gotische Kirche an, die zwischen 1435 und 1457 geweiht wurde. Zu Beginn des 20. Jahrhunderts wurde der Bau durch eine dreischiffige Basilika mit Querschiff nach Norden hin erweitert und erhielt so seine heutige Form.

### Pfarrheim und Friedhof

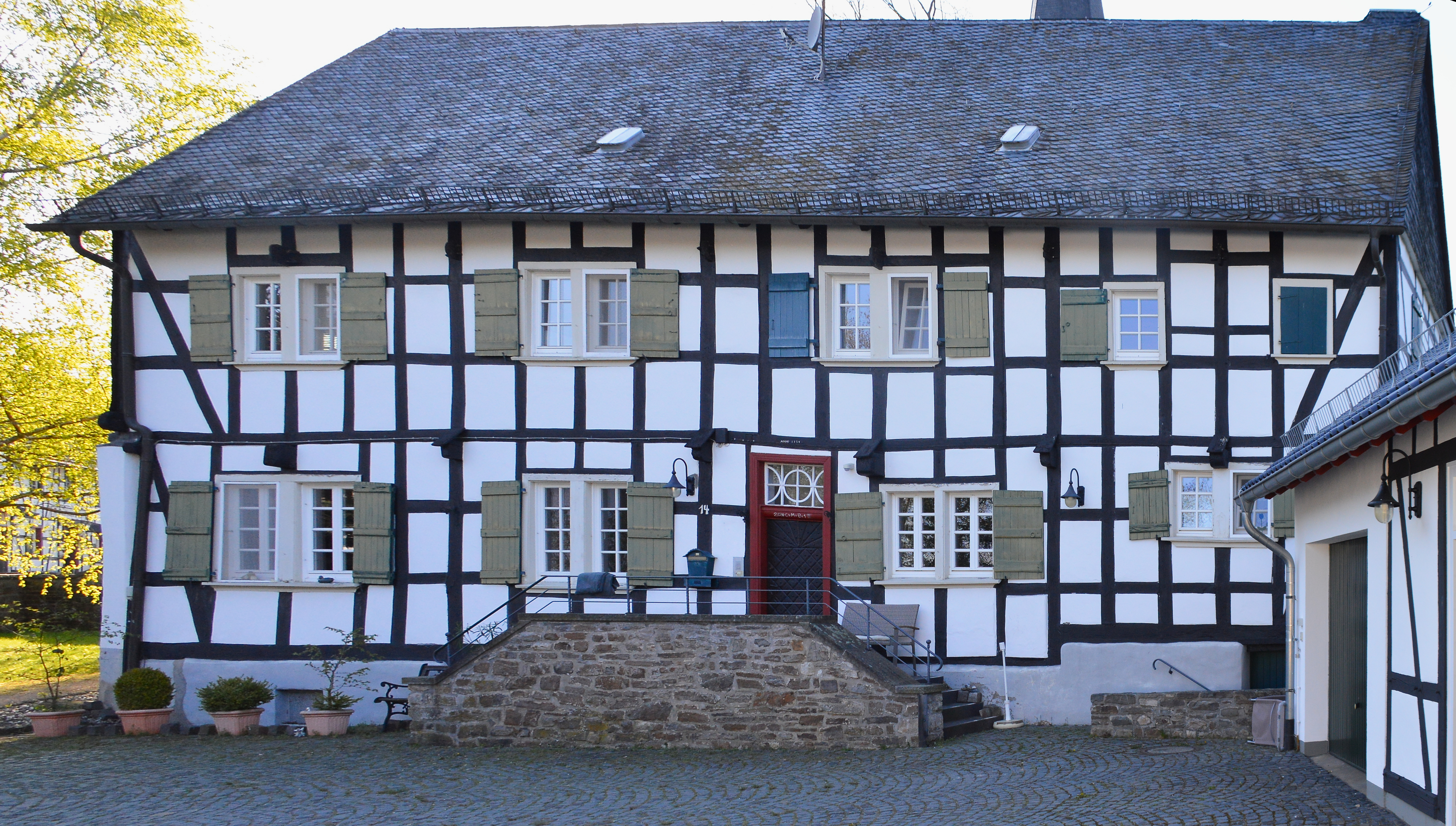
Pfarrhaus in Mutscheid

Direkt östlich der Kirche liegt das Pfarrhaus, ein Fachwerkbau aus dem Jahre 1734, in dem noch heute (2019) ein Pfarrer wohnt. Angegliedert ist ein Gemeindezentrum. Weiter östlich schließt sich zum Ortsausgang hin am Waldrand der Friedhof mit einer Leichenhalle an.

### Kapellen in der Mutscheid
Neben der Pfarrkirche existieren in einigen Orten der Mutscheid Kapellen, in denen noch hin und wieder Gottesdienste gefeiert werden. Im Einzelnen sind folgende Kapellen in der Mutscheid bekannt:
- die ehemalige Kapelle St. Georg in Esch
- die Kapelle Vierzehn Nothelfer in Honerath
- die Kapelle St. Joseph in Gut Hospelt
- die Kapelle St. Maria Königin in Hummerzheim
- die ehemalige Kapelle St. Florian in Nitterscheid
- die Kapelle St. Lüfthildis in Odesheim
- die Kapelle St. Quirinus in Ohlerath
- die Kapelle St. Apollonia in Reckerscheid
- die Kapelle St. Johannes in Soller

### Zugehörigkeit in der evangelischen Kirche
Die evangelischen Einwohner der Mutscheid wechselten im Laufe des 20. Jahrhunderts mehrfach die Zugehörigkeit zwischen Flamersheim und Adenau. Nachdem sie 1902 von Adenau ausgemeindet worden waren, kamen die 176 evangelischen Bewohner der Mutscheid und aus dem benachbarten Rupperath 1976 wieder zu Flamersheim.

## Wirtschaft und Infrastruktur

### Verkehr
Für den Autoverkehr ist die Mutscheid vor allem durch die L 165 erschlossen. Sie verläuft von Bad Münstereifel im Nordwesten kommend nach Südosten in Richtung Schuld durch das Gebiet. An der Wasserscheide zweigt von ihr die L 113 in Richtung Rheinbach und Bonn ab. In Esch liegt direkt an der L 165 eine Tankstelle.
Beim öffentlichen Personennahverkehr gehört die Mutscheid zum Gebiet des Regionalverkehrs Köln (RVK) und wird von diesem durch die Buslinie 822 bedient, überwiegend als TaxiBusPlus im Bedarfsverkehr.
| Linie | Verlauf |
| ----- | --- |
| 822   | MiKE (außer im Schülerverkehr): (Bad Münstereifel Gewerbegeb./Ärzteh. →/ Rathaus ←) Bad Münstereifel Bf – Eifelbad – Eicherscheid – Langscheid / Vollmert – Schönau – (Mahlberg ←) Wasserscheide – Esch – Honerath – Berresheim – Hardtbrücke – Ellesheim – Mutscheid – Nitterscheid – Sasserath – Hilterscheid – Ohlerath (– Rupperath / Wershofen) |

Der nächste Bahnhof befindet sich in Bad Münstereifel, von wo neben dem Verkehr nach Euskirchen eine Direktverbindung nach Bonn besteht. Die Mutscheid gehört zum Tarifgebiet des Verkehrsverbunds Rhein-Sieg (VRS).

### Gewerbestruktur
Die Gewerbestruktur der Mutscheid weist vor allem kleine, meist handwerkliche Betriebe mit wenigen Mitarbeitern auf. Es existieren zwei größere Gewerbebetriebe: Zum einen eine Niederlassung des Maschinenbauunternehmens Auto Heinen GmbH in Esch.
Zum anderen der Softwaredienstleister DataNet GmbH in Hardtbrücke. Viele Erwerbstätige der Mutscheid pendeln in die größeren Ortschaften der Umgebung zur Arbeit.

### Güter des täglichen Bedarfs
In der Mutscheid gibt es kein Geschäft für Güter des täglichen Bedarfs mehr. Die Tankstelle in Esch verfügt über einen angegliederten Getränkemarkt und bietet Reisebedarf an. Die mobilen Märkte der Firma HEIKO fahren die Mutscheid an. Auch Bäckereien und Metzgereien des Umlandes nutzen mobile Verkaufsstellen. Die nächsten Geschäfte des täglichen Bedarfs befinden sich in Schönau und Schuld. Bad Münstereifel bietet hier als Grundzentrum ein erweitertes Angebot.

### Hotel- und Gaststättengewerbe
In Mutscheid befindet sich in unmittelbarer Nähe zur Kirche das Gasthaus Prinz. Es bietet Ausschank sowie einen Saal für Festveranstaltungen oder größere Sitzungen. Angeschlossen ist ein Getränkevertrieb. Der Landgasthof zur Wasserscheide im gleichnamigen Ortsteil von Esch ist seit über 100 Jahren im Familienbesitz und bietet heute eine Pension, ein Restaurant mit Schankraum, einen Saal sowie eine Kegelbahn.

### Bildung
In Mutscheid befindet sich ein Standort des Grundschulverbunds Höhengebiet Bad Münstereifel. Insgesamt werden dort und am zweiten Standort in Houverath rund 150 Kinder in aktuell sieben Klassen unterrichtet (Stand Januar 2019). Die Schule bietet auch einen offenen Ganztagsbetrieb. Auch eine Kindertagesstätte in Trägerschaft des Deutschen Roten Kreuzes befindet sich in Mutscheid.

### Medizinische Versorgung
Die Mutscheid verfügt weder über eine Arztpraxis, noch über eine Apotheke. Die medizinische Versorgung wird durch mehrere Ärzte und Apotheken in Bad Münstereifel gewährleistet. Die nächstgelegenen Krankenhäuser sind das Krankenhaus Mechernich und das Marienhospital Euskirchen.

## Freizeit und Kultur

### Vereinswesen
Die Zusammengehörigkeit der Dörfergemeinschaft Mutscheid wird durch viele Vereine, wie etwa den SV Mutscheid, das Blasorchester St. Cäcilia Mutscheid, den Mutscheider Gesangverein, den Kirchenchor St. Cäcilia Mutscheid und die Freiwillige Feuerwehr Löschgruppe Mutscheid deutlich. Von Dorfvereinen und Junggesellenvereinen abgesehen sind praktisch alle Vereine im Gebiet Vereine für die ganze Mutscheid.

### Dialekt
Das Gebiet der Mutscheid liegt im Übergangsgebiet zwischen der ripuarischen Dialektgruppe im Norden und dem moselfränkischen Dialekt im Süden (sie auch Rheinischer Fächer). Aus diesem Grund gibt es noch heute rund um die Mutscheid starke dialektale Unterschiede von Dorf zu Dorf. Innerhalb der Mutscheid ist der Dialekt aber weitgehend einheitlich. Während man südlich der Dorp-Dorf-Linie (Auch Bad Honnefer Linie) liegt, und dementsprechend auch Dorf sagt, gibt es insgesamt größere mundartliche Übereinstimmungen mit dem Ripuarischen als mit dem Moselfränkischen. Die dialektalische Tendenz geht eher nach Köln, als in Richtung Trier.

### Fahne
Die Fahne von Mutscheid wurde anlässlich der 1100-Jahr-Feier von Wolfgang Bergheim entworfen. Sie ist in Rot und Gelb geteilt, den Farben von Bad Münstereifel. Sie zeigt oben rechts (heraldisch) Schlägel und Eisen als Symbole des Bergbaus. Unten rechts ist ein Pflug als Symbol der Landwirtschaft abgebildet. Links sind etwa zwei Drittel mit einem grünen Oval belegt, das innerhalb des Randes Ast- und Rankwerk aufweist. Zusammen soll dies das Land mit den Wäldern symbolisieren. Belegt ist das Oval mit dem Wappen des Kurfürstentums Köln, schwarzes Kreuz auf Silber, wiederum belegt mit dem Wappen des Grafen von Wied, ein Pfau auf rot-gold schräggestreiftem Grund. Statt eines Helmes mit Zier sitzt auf dem Kölner Wappen die Helena mit dem Kreuz. Helena ist die Schutzpatronin der Mutscheid und das Kölner Wappen deutet auf die langjährige Zugehörigkeit zum Erzbistum hin. Hermann V. von Wied hatte einst als Erzbischof von Köln den Schöffen von Mutscheid ihr Siegel gegeben, das als Vorlage für den Teil der Fahne im grünen Oval diente.